# Cabera nigrociliata
Cabera nigrociliata là một loài bướm đêm trong họ Geometridae.